# Testosteron

Testosteronets strukturformel.

Testosteron, kemiskt namn 17β-hydroxiandrost-4-en-3-on, är den viktigaste av androgenerna, de manliga könshormonerna. Det är ett hormon i steroidkedjan som bildas av progesteron och DHEA, och kan antingen verka i egen kraft som hormon, eller fungera som förstadium till östrogen och dihydrotestosteron. Testosteron utsöndras i testiklarna hos män, och i äggstockarna hos kvinnor. Testosteron är originalet till de syntetiska anabola steroiderna. Hormonet har betydelse hos både män och kvinnor, genom sin påverkan på bland annat könsdrift, muskelfunktion och skelett.
Under fosterutvecklingen har hormonet en central roll för utveckling av manligt kön. Under den manliga puberteten frisätts hormonet i väsentligt större mängd. Testosteronet styr såväl den manliga könsmognaden som de sekundära manliga karaktärsdragen, såsom djupare röst och större muskelmassa.

## Tillverkning av testosteron

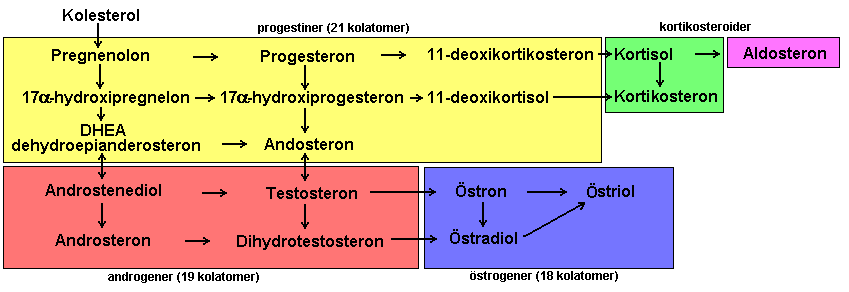
Syntes av steroidhormoner. Testosteron ses i den rosa rutan nere till vänster. Det bildas av progesteron och DHEA, och kan ombildas till östrogen. Mängden aktivt hormon relativt mängden som används som prohormon (förstadium) av dessa är könsberoende.

Liksom övriga steroidhormoner tillverkas testosteron genom en lång kedja reaktioner, som utgår från kolesterol och pregnenolon. Dessa ombildas genom enzymatiska reaktioner till progesteron och DHEA, vilka verkar dels i sig, dels verkar som förstadium (prohormon) till testosteron. Testosteron kan bildas direkt av andosteron (via progesteron) eller androstendion (via DHEA). Bildandet av testosteron är beroende av zink. Studier på laboratoriemöss har visat att tillskott av vitamin E ökar testosteronnivåerna.
Omvandlingen till testosteron styrs hos män av ett hormon som tillverkas i hypofysen, luteiniserande hormon (LH). Hos kvinnor verkar sambandet mellan testosteron och LH saknas. Hos män frisätts LH som svar på ett frisättningshormon från hypotalamus, GnRH, som utsöndras när nivåerna testosteron är låga. Testosteron reglerar mängden GnRH med negativ feedback: höga värden testosteron ger lägre nivåer GnRH.
Den största syntesen hos män (90%) sker i testiklarna. I testiklarna produceras testosteron av leydig-celler, och har där direkt påverkan på spermatogenesen - tillverkningen av spermier. Hos kvinnor syntetiseras testosteron av theca-cellerna i äggstockar, samt av moderkakan under graviditet. Båda könen bildar även testosteron i området zona reticulosa i binjurebarken, samt perifert i exempelvis fettvävnad, lever, huden, med mera.
Det testosteron som inte deltar i spermatogenesen färdas via blodet till olika målvävnader i kroppen. I blodet är det till stor del bundet till ett särskilt transportprotein, SHBG (sex hormone binding globulin, könshormonbindande globulin). Män upp till 50 års ålder har normalt 8,6-29,0 nmol/L testosteron i serum, medan kvinnor i samma ålder normalt har 0,29-1,7 nmol/L. Testosteronindex (testosteronnivåer delat med nivåerna SHBG) för män i den åldersgruppen är normalt 35-93 och för kvinnor 0,3-6.
Testosteron verkar i cellerna genom att binda till androgena receptorer, vilka är kärnreceptorer, genom vilka de påverkar transkriptionen av DNA.
Testosteronet är också ett prohormon - till östrogener. Hur stor andel som är prohormon och hormon är könsberoende. Män har normalt högre nivåer aktivt testosteron, medan större delen av allt testosteron som bildas för kvinnor omvandlas till östrogener. Detta kan dock förändras till följd av olika sjukdomar och patologiska tillstånd. Enzymen som ombildar testosteron till östrogener kallas aromatas. Om omvandlingen till östrogen är patologiskt hög finns aromatashämmare för att motverka detta.

## Verkningsmekanismer
Testosteronet utövar sin verkan i människor och andra ryggradsdjur genom två huvudsakliga mekanismer: dels genom bindning till och aktivering av androgena receptorer, direkt eller omvandlat till dihydrotestosteron (DHT), dels genom omvandling till östrogenet östradiol (och då genom aktivering av olika östrogenreceptorer).
Testosteron verkar, liksom andra steroidhormoner, inne i målcellen. Väl inne i cellplasma kan den antingen binda till androgena receptorer eller först omvandlas till 5α-dihydrotestosteron (DHT) av enzymet 5α-reduktas som finns i cellplasman. DHT binder ännu bättre till de androgena receptorerna än vad testosteronet självt gör; uppskattningarna varierar från att DHT är ungefär 2,5 gånger mera verksamt än testosteron, till 30 gånger mer potent.[källa behövs] Sedan liganden bundit, genomgår androgenreceptorn en konformationsförändring så den kan färdas in i cellkärnan och binda direkt till specifika nukleotidsekvenser i kromosomernas DNA. Dessa sekvenser kallas HRE, hormon-respons-element, och påverkar transkriptionen från DNA till RNA av vissa gener. De androgena effekterna uppnås alltså genom förändrat genuttryck.
Androgena receptorer finns i vävnader i många olika system i kroppen hos ryggradsdjur. Det är en steroidhormonreceptor, och liknar i sin verkningsmekanism andra receptorer i samma klass. De androgena receptorerna finns i hög grad i manliga - och i liten mängd i kvinnliga - könsorgan, men också hos båda könen i t.ex. njurar, lever, binjure, muskler, samt hjärnan och där framför allt i hypofysen.

## Testosteronets effekter hos människan
Testosteronets effekter kan delas in i viriliserande effekter och anabola effekter. De viriliserande effekterna handlar om utveckling av manligt kön, och de anabola om fysisk prestation och uppbyggnad. Tillsammans med tillväxthormon agerar testosteronet i proteinsyntesen och bygger upp musklerna. Det samverkar med erytropoetin (EPO), som får testosteron att produceras, sannolikt i Leydigcellerna, och deltar med EPO i erytropoesen. Mycket tyder på att testosteron (och östrogen) påverkar andningen och därmed syresättningen av blodet, och det kan troligen också förkorta sömnen men ge sömnapné. Testosteronet har dock också effekter på centrala nervsystemet.
Det antas också vara kopplat till aggression, men kan även ha andra effekter eftersom det finns studier på kvinnor som administrerats testosteron som kommit fram till att det verkar med förbättrat socialt samspel. Eftersom testosteron är ett förstadium till östrogen är det svårt att göra psykologiska experiment på hormonet. Beroende på hur snabbt individen förmår ombilda det till östrogen, kan en dos testosteron istället leda till ökade östrogennivåer. Hormonet verkar vara knutet till statusmedvetande, med angelägenhet om sitt sociala rykte, och med tävlingsinstinkt. Det är också möjligt att testosteronet endast påverkar korrelationen mellan provokation och aggressivitet, aggressionen vid orättvisa. I stället har i synnerhet låga uttryck serotonin visat sig frammana aggressivitet, men då särskilt i kombination med höga nivåer testosteron, samt möjligen också ökar en förändrad balans mellan testosteron och kortisol personens aggressivitet. Testosteron utsöndras vid tillfällen när den sociala statusen och de reproduktiva möjligheterna utmanas, men för somliga också av att titta på våld där den individuella variationen kan bero på skillnader i autonoma nervsystemet.
En underbyggd teori är att testosteron orsakar Autismspektrumtillstånd hos såväl män som kvinnor, och att detta är orsaken till att fler män än kvinnor drabbas. Det skulle i så fall gälla att utsättas för testosteron under fosterstadiet från modern. Det finns också belägg för att samma fostermiljö skulle kunna orsaka ADHD, men den teorin är mindre välunderbyggd.
Det är känt att testosteron är viktigt för sexualdriften hos båda könen. Tillsammans med hormonerna oxytocin, serotonin, kortisol och nervtillväxtfaktor är det också viktigt både för den romantiska kärleken och tillgivenheten. Å andra sidan tycks också testosteronet öka risken för antisocial personlighetsstörning, psykopati, kriminalitet och alkoholmissbruk.
Stress ökar nivåerna testosteron hos både män och kvinnor. Ökningen verkar bero på, och vara en del av, människans anpassning och copingstrategi till sådana miljöer och faktorer som ger stress. Det ökar blodtrycket. Mekanismerna för detta är inte fullt förstådda, men det kan möjligen ske genom testosteronets verkan i renin-angiotensinsystemet.
Studier på transpersoner antyder att högre värden testosteron har samband med manligt håravfall, mer ansikts- och kroppsbehåring, och akne.
Testosteron synes öka blodvärdena av urinsyra något, genom att minska utsöndringen av det. Detta kan bidra till hyperurikemi och därmed gikt. Båda tillstånden (som är tydligt korrelerade) är vanligare hos män än kvinnor, och referensvärdena för urinsyra i blodet är också något högre för män.

### Testosteron under fosterstadiet
Djurförsök har visat att testosteron, bildat av pojkfostrets egna testiklar och av modern, bidrar till en könsutveckling av hjärnan under graviditeten. En grupp forskare har i anslutning till detta hävdat att autism och andra sociala funktionsnedsättningar kan definieras som en "övermaskuliniserad hjärna" som orsakas av att fostret utsatts för onormalt höga testosteronnivåer under fostertiden. Det saknas dock inte forskning på området.
Höga värden fritt testosteron (testosteron som inte är bundet till transportproteiner), det vill säga det biologiskt aktiva testosteronet, under fosterstadiet korrelerar med låg födelsevikt, och det kan finnas en omvänd korrelation (ca 0,24) mellan höga värden testosteron under fosterstadiet och skallens tillväxt under första levnadsåret. Testosteronnivåerna under fosterstadiet har antagits påverka barnets språkutveckling negativt, men en studie från 2010 har antytt att detta endast gäller pojkar. För flickor kan höga testosteronnivåer under fostertiden möjligen minska risken för en störd språkutveckling.
Utvecklingen av biologiskt kön under fosterstadiet inleds tidigt under graviditeten, genom differentiering av urgonaden, som hos pojkar bildar testiklarna. Denna könsdifferentiering börjar vid fostervecka sex. Testiklarna producerar testosteron. Under fosterstadiet utvecklar fostrets eget testosteron wolffska gångarna till flera av de inre manliga könsorganen (sädesledare, sädesblåsa och bitestiklar). Anti-müllerskt hormon tillbakabildar müllerska gångarna som bildar de inre kvinnliga könsorganen för flickorna. Testosteron är förstadium till dihydrotestosteron, som utvecklar de yttre manliga könsorganen (penis och pung) och prostatan.

### Testosteron hos barn
Testosteronet börjar stiga hos pojkar innan puberteten, och är en markör för denna fas. Mellan 10 och 14 års ålder börjar vanligen pojkarna att producera mer testosteron än tidigare, för att puberteten ska börja. Höga värden testosteron hos små pojkar antyder för tidig pubertet, och hos flickor virilisering.
Hos förpubertala barn sammanfaller högre testosteronnivåer, som inte är pubertetsrelaterade, med dålig social förmåga. Hos barn innan puberteten har testosteron ett sammanfall med lynnighet och problem med känslomässig anknytning. Det tycks möjligen finnas ett samband mellan högre testosteronnivåer och aggression hos barn, men det finns också studier som i stället ser samband med andra androgener.

### Testosteronets effekter på män
Sedan testosteronet varit aktivt under fosterstadiet hos pojkfoster, sjunker det för att sedan vara förhållandevis lågt till puberteten då nivåerna stegras. Stegringen leder till att pojkarna får djupare röst, sätter igång spermatogenesen (bildandet av spermier), och leder till ökad manlig behåring. Detta kallas också sekundära könskarakteristika.
Studier på män som lider av hypogonadism och dithörande hypoandrogenism (testosteronbrist), har visat att testosteron minskar mängden kroppsfett, ökar muskelstyrkan och ökar bentätheten. Det stärker sexualdriften och ökar den sexuella njutningen.
Idrottande män som vinner eller förlorar kan antingen se en minskning eller ökning av testosteronnivåerna. Beträffande faderskap tycks det dessutom finnas ett samband med antalet barn; ju fler barn desto lägre nivåer testosteron. Män med metabolt syndrom och typ 2 diabetes har lägre testosteronnivåer. Låga testosteronnivåer korrelerar också med höga nivåer kolesterol och triglycerider i blodet. Rökning tycks öka nivåerna testosteron hos män, men uppgifterna är något motstridiga.
Åldrande män har ofta lägre testosteronnivåer än pojkar som passerat puberteten. Denna sänkning sker ungefär vid 50 års ålder (jämför andropaus). Omkring 20% av män över 60 år har för låga nivåer testosteron (hypoandrogenism) relativt referensintervallet. Detta kan hänga samman med en ökad depressionsfrekvens hos åldrande män. Huruvida åldrande i sig leder till lägre nivåer testosteronnivåer, eller om testosteronsänkningen har andra orsaker (sjukdom, läkemedel, andra åldersrelaterade fenomen) är en kontroversiell fråga, men relevant för frågan huruvida åldrande män ska ges testosteronhöjande läkemedel för att förbättra hälsan.

### Testosteronets effekter på kvinnor
Testosteron är framför allt ett prohormon hos kvinnor, men det har också en aktiv roll som hormon. Hos menstruerande kvinnor är nivåerna som högst runt ägglossningen (dagarna 8-18) och som lägst precis innan menstruationen och strax efter. Fertila kvinnor har högre nivåer testosteron än kvinnor som passerat klimakteriet. Mörkhyade kvinnor tycks ha lägre nivåer testosteron än ljushyade, vilket möjligen också gäller inte bara under utan också efter de fertila åren.
Hos kvinnor ökar testosteron muskelmassa, det ökar den sexuella aktiviteten och lusten, och ökar muskelstyrkan. Testosteronnivåerna hos kvinnor (liksom hos män) tycks möjligen sjunka av att bli förälder och av att leva i fast förhållande, men det finns också belägg för att kvinnors testosteronnivåer är oförändrade, varigenom testosteronet inte skulle ha någon funktion för kvinnors reproduktiva strategier.
Vissa studier har visat att det sänker kvinnors kognitiva empati, och ökar risktagandet.
Kvinnor med alltför höga testosteronnivåer (hyperandrogenism) kan få ökad behåring av manlig typ (hirsutism), manligt håravfall och förstorat klitorisollon (klitoromegali).

## Syntes
Testosteron syntetiseras från pregnenolon, det derivat av kolesterol som är utgångspunkten för all syntes av steroidhormoner. Syntesen av alla androgener börjar med hydroxylering av kolatom nummer 17 i progeston, varvid 17α-hydroxiprogesteron erhålls som mellansteg. Sidkedjan klyvs sedan bort, och resultatet blir androstendion. När ketogruppen på kolatom nummer 17 reduceras till en alkohol, bildas testosteron. Från testosteron kan sedan i sin tur östradiol bildas.

## Sjukdomar associerade till testosteron
För höga testosteronnivåer i serum kallas hyperandrogenism och för låga hypoandrogenism (eller testosteronbrist). Detta kan uppkomma åldersrelaterat eller bero på ett underliggande tillstånd.
Androgenokänslighetssyndrom är ett medfött tillstånd som leder till manlig pseudohermafroditism. Vissa former av muskelatrofi kan bero på problem med testosteronet eller dess receptor, och det är möjligt att det kan finnas ett samband mellan testosteronets aktivitet och vissa former av prostatacancer. Androgenokänslighet kan uppkomma partiell och då bara drabba någon eller några funktioner.
Hos kvinnor kan förhöjda testosteronnivåer vara ett tecken på PCOS.
Män som har hjärtsvikt har sämre prognos om de har låga värden testosteron.

## Testosteron som läkemedel
Testosteron framställdes första gången från en tjur 1935. Sedan dess har det funnits många typer av testosteronbaserade läkemedel. Det finns kapslar, tabletter, injektionsvätskor, geler och plåster med både testosteron och andra molekyler som i kroppen omvandlas till testosteron.
Det primära användningsområdet för testosteronpreparat är för män som har låg eller ingen naturlig produktion av testosteron, huvudsakligen män med hypogonadism men även kvinna-till-man transsexuella patienter. Det används också till kvinnliga patienter där testosteronbrist orsakat nedsatt sexuell lust. Genom åren har dock testosteron givits även för andra syften, med varierande framgång men med stor frekvens av biverkningar. Exempel på områden där testosteron använts är infertilitet, impotens eller bristande könsdrift hos män, benskörhet, penisförstoring och kortväxthet.
Kanske främst i USA har testosteron i början av 2000-talet lyfts fram av läkare och läkemedelsföretag som ett medel mot onödigt åldrande. Man kallar äldre mäns lägre testosteronhalt för andropaus (jämför klimakteriet eller menopaus) och menar att detta är helt onödigt och kan behandlas. Det råder delade meningar bland endokrinologer om denna typ av behandling är verksam och huruvida den är ofarlig eller inte.
En systematisk översikt och metaanalys som publicerades 2019 fann att medicinsk behandling med testosteron kan vara effektivt för att behandla depressionssymtom hos män.

## Dopning
Artificiellt testosteron är ett vanligt dopingpreparat. Anabola steroider används otillåtet för att öka muskelmassa, fysisk styrka och uthållighet. Efter en serie dopningsskandaler på 1980-talet, med den olympiske friidrottaren Ben Johnson som det kanske mest kända exemplet, skärptes kontrollen av, och straffen vid användning av anabola steroider i idrottsvärlden.